# Reithrodontomys creper
Reithrodontomys creper là một loài động vật có vú trong họ Cricetidae, bộ Gặm nhấm. Loài này được Bangs mô tả năm 1902.